# Raphanus confusus
Raphanus confusus là một loài thực vật có hoa trong họ Cải. Loài này được Al-Shehbaz & Warwick miêu tả khoa học đầu tiên năm 1997.